# بريت كارسون
بريت كارسون هو لاعب هوكي الجليد كندي، ولد في 29 نوفمبر 1985 في ريجاينا في كندا.

## وصلات خارجية
- بريت كارسون على موقع دوري الهوكي الوطني (الإنجليزية)
- بريت كارسون على موقع قاعة مشاهير الهوكي (لاعب أن.إتش.أل) (الإنجليزية)
- بريت كارسون على موقع EliteProspects.com (الإنجليزية)
- بريت كارسون على موقع Eurohockey.com (الإنجليزية)
- بريت كارسون على موقع HockeyDB.com (الإنجليزية)
- بريت كارسون على موقع Hockey-Reference.com (الإنجليزية)